# Rohan Adnaik
Rohan Adnaik (sinh ngày 2 tháng 2 năm 1992) là một cầu thủ bóng đá người Ấn Độ thi đấu ở vị trí hậu vệ cho DSK Shivajians ở I-League.

## Sự nghiệp
Sinh ra ở Kolhapur, Adnaik bắt đầu sự nghiệp thi đấu cho Khandoba Talim Mandal, Kolhapur, tại Maharashtra Inter-District Under-19 Tournament. Sau đó anh gia nhập DSK Shivajians thi đấu ở nhiều giải khác nhau cho câu lạc bộ trước khi tham gia I-League.
Anh có màn ra mắt với DSK Shivajians ngày 17 tháng 1 năm 2016 trong trận đấu đầu tiên của mùa giải trước Sporting Goa.

## Thống kê sự nghiệp
Tính đến 22 tháng 1 năm 2016
| Câu lạc bộ          | Mùa giải            | Giải vô địch        | Giải vô địch | Giải vô địch | Cúp Liên đoàn | Cúp Liên đoàn | Cúp Quốc gia | Cúp Quốc gia | Châu lục | Châu lục  | Tổng    | Tổng      |
| Câu lạc bộ          | Mùa giải            | Hạng đấu            | Số trận      | Bàn thắng    | Số trận       | Bàn thắng     | Số trận      | Bàn thắng    | Số trận  | Bàn thắng | Số trận | Bàn thắng |
| ------------------- | ------------------- | ------------------- | ------------ | ------------ | ------------- | ------------- | ------------ | ------------ | -------- | --------- | ------- | --------- |
| DSK Shivajians      | 2015–16             | I-League            | 2            | 0            | —             | —             | 0            | 0            | —        | —         | 2       | 0         |
| Tổng cộng sự nghiệp | Tổng cộng sự nghiệp | Tổng cộng sự nghiệp | 2            | 0            | 0             | 0             | 0            | 0            | 0        | 0         | 2       | 0         |